# Aage Bertelsen (maler)
 Der er flere personer med dette navn, se Aage Bertelsen.
Aage Bertelsen (født 28. september 1873 i Næstved, død 9. september 1945 i København) var en dansk kunstmaler og en af de 28 medlemmer i Danmark-ekspeditionen 1906-08. Der var i alt fire slædehold, og han selv var på hold 2, der bestod af Johan Peter Koch, Tobias Gabrielsen og ham selv.
Bertelsen var maler og blev oplært i faget af sin far, landskabsmaleren Rudolf Bertelsen, senere hos L.A. Ring og på Kristian Zahrtmanns malerskole 1891 eller 1892 til 1896. Han malede især landskaber, årstidsprægede og stemningsmættede, gerne fra Nordsjælland omkring Birkerød, hvor han boede.
Fra 1906 deltog han i Ludvig Mylius-Erichsens ekspedition til Nordgrønland, hvorfra flere af hans billeder stammer. Han var medlem af Den Frie Udstilling fra 1904 og medstifter af, samt formand for foreningen Kunst for Varer fra 1924 og frem til sin død i 1945.
Han er begravet på Birkerød Kirkegård.
| - Aage Bertelsen portrætteret - Ludvig Find: Portræt af en ung kunstner, 1893 (Aage Bertelsen) - L.A. Ring: Vintermaleren - Snelandskab med Maler Aage Bertelsen siddende ved sit Arbejde, 1905, privat eje |

| - Portrætter malet af Aage Bertelsen - Kunstnerens mor Agnes ved morgenmaden, 1900 - Interiør med kunstnerens far maleren Rudolf Bertelsen, 1901 - Portræt af den norske maler Torleiv Stadskleiv (no), 1901 - Interiør med en læsende dreng, 1921 |

| - Landskabsbilleder - Solskin i tæt skov, 1905 - Skov, scene I, 1910 - Høst i Italien, 1913 - Parti fra en skov med birketræer, 1913 - Sommerlandskab, 1913 - Træer ved en søbred, 1918 - Høje træer ved en sø, 1919 - Vue ved Sjælsø i Birkerød, 1919 - Blomster ved et åløb, 1935 - Vej gennem et vinterlandskab, 1940 - Efterårslandskab fra en skov (mellem 1891 og 1945) |

| - Andre værker af Aage Bertelsen - Aften i messen, en scene fra Danmark-Ekspeditionen til Nordøstgrønland i 1906-08 (malet ca. 1908) - En kirkegård, 1920'erne - Landskab med kirke og personer på en vej (mellem 1891 og 1945) - En blomstrende have (ml. 1891 og 1945) |